# Famille d'Avessens
La famille d'Avessens ou Davessens, est une famille noble française, originaire du Languedoc et éteinte au XIXe siècle.

## Historique
Le premier membre attesté est Durand d'Avessens, qui vivait dans la seconde moitié du XVIe siècle . Anobli et homme d'armes des ordonnances, il est attesté dès 1554. Mais la famille descendrait de riches marchands de Montesquieu, tel que Jehan et Bernard Avessens, attestés au dénombrement de 1545 d'Ayguesvives, eux-deux étant sûrement des cousins de Durand d'Avessens.
Les fils de ce dernier sont à l'origine de toutes les grandes branches de la famille. Ainsi, on trouve la famille de Montesquieu, issue des seigneurs de Montesquieu, celle de Moncal, issue de la seigneurie de Moncal, ainsi que celle de Saint-Rome, issue de la seigneurie, baronnie puis du marquisat de Saint-Rome.
La famille d'Avessens, profondément ancrée dans la foi protestante donnera plusieurs capitaines huguenots. Jacques-Paul-Marie d'Avessens de Saint-Rome fut député aux états généraux de 1789.

## Demeures

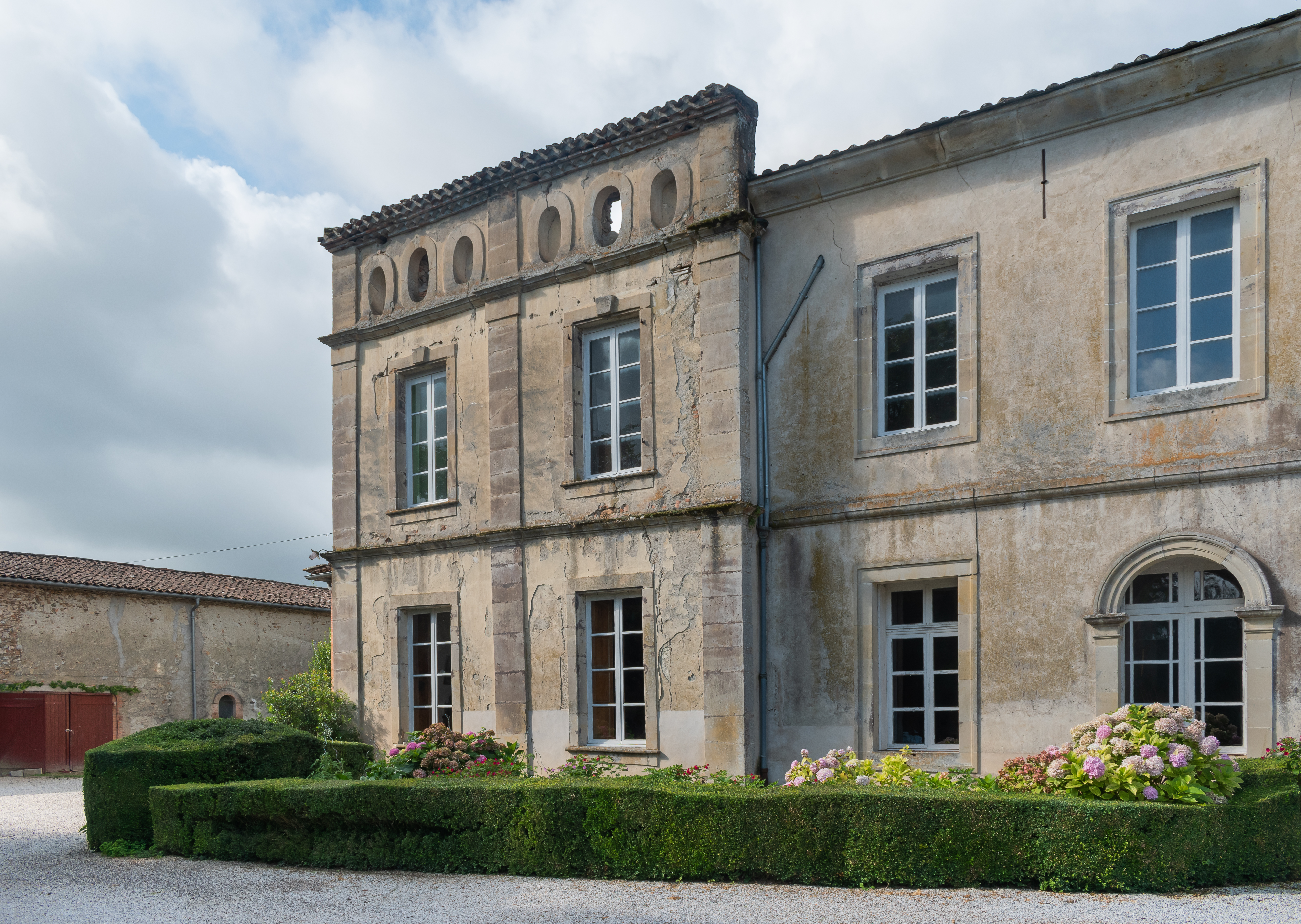
Château de Lagardiolle.
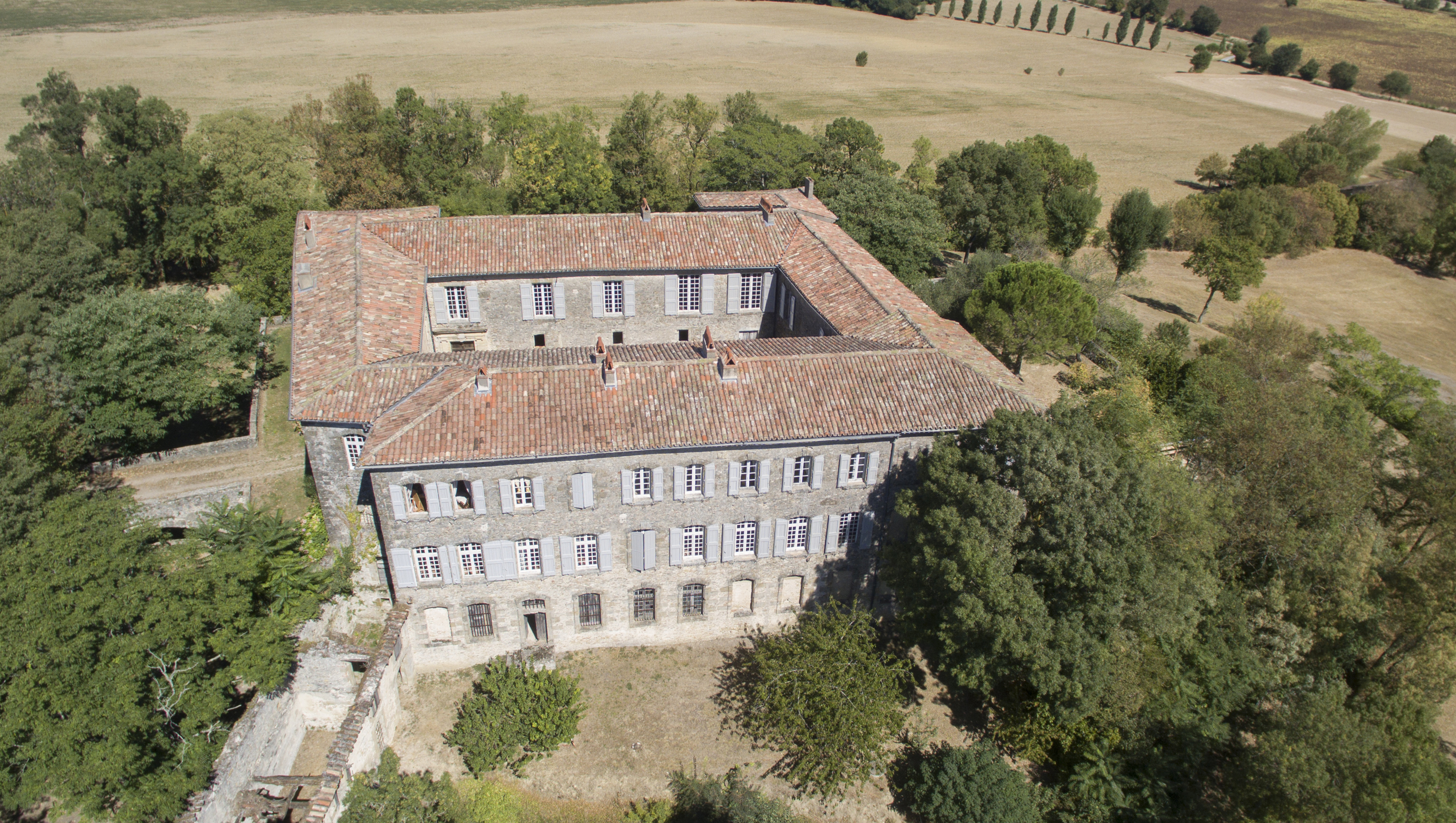
Château d'Aguts[4].

## Lignée

### Branche aînée
- Durand d'Avessens (? - 26/12/1599), seigneur d'Aguts, de Saint-Rome, de Taravel et co-seigneur de Montesquieu, homme d'armes des ordonnances du Roi. En mai 1582, Henri III de Navarre (futur Henri IV), lui envoie une lettre, qu'il signe « Votre bien bon ami », le remerciant de son aide pour le recouvrement de la ville de Foix, dont il était comte[5].
- Marié en 1550 à Riquette Marion, dont :
  - Marc-Antoine d'Avessens, qui suit ;
  - Joseph d'Avessens (dit capitaine Montesquieu), seigneur de Mas-Aribal et capitaine huguenot ;
  - Jacques d'Avessens, voir branche de Montesquieu ;
  - Germain d'Avessens, voir branche de Moncal.
- Marc-Antoine d'Avessens de Saint-Rome (? - vers 1627), seigneur d'Aguts et "baron" de Saint-Rome (qualifié ainsi par Louis XIII[2]), capitaine huguenot. Il est aussi gentilhomme de la Chambre du Roi, puis député aux états généraux de 1614. Marié en 1596 à Anne d'Alary de Tanus ;
- Jean-Antoine d'Avessens de Saint-Rome (1616- <1646), marquis de Saint-Rome et de Mas-Aribal. Il n'est pas mentionné comme seigneur d'Aguts, mais il l'est très sûrement. Marié en 1639 à Léa de Villette ;
- Jean-Jacques d'Avessens de Saint-Rome (1642 - ?), seigneur d'Aguts et de Ronac, marquis de Saint-Rome. Marié en 1671 à Marie de Rozel ;
- Jean-Jacques II d'Avessens de Saint-Rome (1687 - >1768), page du Roi puis seigneur d'Aguts. Marié à Marie-Victoire de Lorda Bram ;
- Jacques-Paul-Marie d'Avessens de Saint-Rome (1749 - 1822), seigneur d'Aguts, marquis de Saint-Rome, et député aux états généraux de 1789. Marié en 1768 à Gabrielle de Riquet, arrière petite fille du célèbre ingénieur Pierre-Paul Riquet, dont ;
  - Louis d'Avessens, qui suit ;
  - Rosalie d'Avessens, marié à Louis de Villeneuve, mère de Léontine de Villeneuve (Occitanienne de Chateaubriand), Sainte Émilie de Villeneuve et le marquis Ludovic de Villeneuve.
- Louis d'Avessens (1769 - 1842). Marié deux fois, la première fois sans héritier, la seconde en 1817 avec Alexandrine de Maupeou.

De cette union, seulement des filles naitront. La famille d'Avessens, déjà éteinte dans les autres branches, disparaitra en lignée masculine à la mort de Gabriel d'Avessens en 1842, puis s'éteindra définitivement en 1911, à la mort de Caroline d'Avessens. Néanmoins, celle-ci ne s'étant pas marié, la famille d'Avessens s'est officiellement fondue dans la famille de Murat, par le mariage de Pauline d'Avessens et Adrien de Murat en 1839. Cette Pauline fut par ailleurs dame d'honneur de l'impératrice Eugénie.

### Branche de Montesquieu
La branche des seigneurs de Montesquieu est issu de Jacques d'Avessens, fils de Durand d'Avessens. Elle se base dans la ville de Montesquieu, dans le Languedoc.
- Jacques d'Avessens-Montesquieu, seigneur de Montesquieu et gouverneur de Mas-Saintes-Puelles, capitaine du château de Peyrepertuse attesté le 10 mai 1593. Marié en 1581 à Anne de Durban ;
- César d'Avessens-Montesquieu (? - après 1661), seigneur de Montesquieu. Marié en 1607 à Françoise de Vignes ;
- Marc-Antoine d'Avessens-Montesquieu (? - après 1667), seigneur de Montesquieu et du Bosc Barat. Marié en 1659 à Léa de Villette.

Marc-Antoine n'aura qu'une unique fille et héritière, Olympe d'Avessens (1663 - 1700). Celle-ci abjurera sa foi protestante, et se mariera à François del Puech. La famille d'Avessens-Montesquieu s'éteindra donc lors de cette union.

### Branche de Moncal
La branche des seigneurs de Moncal est issu de Germain d'Avessens, fils de Durand d'Avessens. Elle se base dans la seigneurie de Moncal en Languedoc. Quelques années après l'extinction de la branche de Montesquieu, cette branche récupère la seigneurie de Montesquieu.
- Germain d'Avessens de Moncal (? - 1617), seigneur de Moncal et co-seigneur de Montesquieu. Marié à Léa de Soubiran ;
- Pierre d'Avessens de Moncal (? - après 1617), seigneur de Moncal et co-seigneur de Montesquieu. Marié en 1636 à Marie de Coras ;
- César d'Avessens de Moncal, marié en 1684 à Louise de Bonvilar ;
- Jean-Jacques d'Avessens de Moncal (? - 1763), seigneur de Montesquieu, de La Gardiole (ou Lagardiolle, seigneur à partir de 1750) et de Saint-Avit. Marié en 1744 à Louise d'Avessens de Saint-Rome (voir "branche aînée") ;
- Pierre-Marie Victoire d'Avessens de Moncal (1750 - ?), seigneur de Montesquieu et de La Gardiole. Propriétaire du château de Lagardiolle (signalé en 1791), il y est arrêté lors de la Révolution française pour ses origines nobles. Tous ses biens lui sont confisqués, mais la plupart lui seront rendus dès le début du XIXe siècle[8]. Marié à Marie-Sylvestre de Saint-Maurice.

Pierre-Marie Victoire a quatre enfants, dont trois héritiers mâles. Néanmoins, il semble que ceux-ci ne survivent pas, ou ne donnent pas de bonne descendance eux-mêmes. Ainsi, on ne trouve plus de mention des Moncal après le début du XIXe siècle. Néanmoins, le fils aîné de Pierre-Marie Victoire, Jean-Joseph d'Avessens (1779 - ?, maire de Laguardiolle), se fait communément appelé Jean-Joseph de Moncal, ce qui laisse à penser que la famille a peut-être continuer d'exister sous cet autre nom.